# Адилов Володимир Туйчійович
Володимир Туйчійович Адилов (нар. 1948, тепер Республіка Узбекистан) — радянський діяч, новатор виробництва, токар, бригадир токарів Ташкентського авіаційного виробничого об'єднання імені Чкалова Узбецької РСР. Член Центральної Ревізійної Комісії КПРС у 1986—1990 роках. Народний депутат СРСР у 1989—1991 роках.

## Життєпис
У 1964—1967 роках — токар заводу міста Ташкента.
У 1967—1973 роках — токар Ташкентського авіаційного заводу імені Чкалова Узбецької РСР.
У 1968 році закінчив Ташкентський авіаційний технікум.
Член КПРС з 1972 року.
У 1973—1987 роках — майстер, токар, з 1987 року — бригадир токарів Ташкентського авіаційного виробничого об'єднання імені Чкалова Узбецької РСР.
У 1989—1991 роках — член комісії Ради Національностей СРСР з питань соціального та економічного розвитку союзних і автономних республік, автономних областей і округів.
Потім — директор ТзОВ «Інструмент» у місті Ташкенті.

## Нагороди і звання
- ордени
- медалі